# 地域多様性
地域多様性（ちいきたようせい、英語：Regional diversity）は、地域の多様性を示す概念。

## 概要
地域多様性という語は世界各地で用いられているが、概念としての整理・浸透は進んでいない。日本では後述のように地理学界が世界の持続的発展を意識して概念提起し、その後、概念としての深化が進められている。また、環境学や防災・減災、観光、文化、教育、国土政策など幅広い分野で用いられている。

## 用語の履歴
ここでは、日本における動向を記す。
- 2006年3月 - 日本の地理学関連の学会により組織されている地理関連学会連合が、シンポジウム「地域多様性と共生社会―世界の持続的発展のために―」で地域多様性の概念を提起。このシンポジウムの趣旨は、以下の通りであった[1]。“科学技術の進歩、人間活動の拡大、そしてグローバリゼーションは、地球的規模で社会経済活動の均質・画一化をもたらし、地域の個性（地縁やコミュニティ）を急速に喪失させている。また、温暖化、地形改変、大気・海洋汚染、砂漠化、森林伐採、異常災害の発生などを通じて、長い年月をかけて人類が作り上げてきた地域生態システムが崩壊の危機に直面している。このような状況をふまえ、このシンポジウムでは、地理学の視点から地域生態システムの維持、管理に関する知識・知見を集約するとともに、「地域多様性」概念の重要性を広く社会にアピールする。”

- 2006年 - 地理学者の戸所隆が、地域と文化芸術活動の関係を論じる中で地域多様性に触れる[2]。

- 2010年4月 - 日本学術会議の環境学委員会による「環境学分野の展望―持続可能な社会に向けた国土・地球環境形成に対する環境学からの提案―」において、「社会の持続性」に向けた「地域多様性マネジメント」、地球公共財の特質としての「地域多様性」などの考え方が示される[3]。

- 2010年9月 - ICHARM（水災害・リスクマネジメント国際センター）と国際連合大学が、シンポジウム「洪水 ～地域多様性を有する世界的問題～」を開催[4]。

- 2010年10月 - 地理学者の河本大地が、地域多様性と生物多様性の関わりを論じる[5]。

- 2011年9月 - 地理学者の志村喬が、イギリスの事例から、地域多様性をふまえた地理教育のあり方を論じる[6]。

- 2011年12月 - 河本大地が、ジオツーリズムや地域づくりとの関係を中心に地域多様性の概念を整理[7]。

- 2014年3月 - 河本大地が地域多様性の観点から日本のグリーンツーリズムや農村地域のあり方を論じる[8]

- 2014年7月 - 国土交通省の発表した「国土のグランドデザイン2050」において、「各地域が『多様性』を再構築し、自らの資源に磨きをかける」こと、「複数の地域間の『連携』により、人・モノ・情報の交流を促進」することが掲げられる[9]。

- 2016年12月 - 小林哲が『地域ブランディングの論理―食文化資源を活用した地域多様性の創出』を出版[10]。

## 活用実例
世界遺産では、先に登録された遺産に類似した別の遺産は追従登録が難しいとされるが、例えばヨーロッパではキリスト教の教会が多数登録されており「Cathedral Syndrome（聖堂症候群）」と揶揄される。これは宗派や時代背景による建築様式の違いのみならず、民族の嗜好や国そして各地域の風土の違いなどが意匠に差をもたらし、そのわずかな違いをユネスコが精査・顕彰しているとされ、これが地域多様性の主旨を反映している。
また、都市景観やアーバンデザイン（ランドスケープ・アーバニズム）にも関与するユネスコは、画一的な都市計画やまちづくりは一種の都市環境破壊であり、精神衛生上でも人間居住科学に反するものであると批判し、文化的健全性や文化的自由の確保のためにも、ニューアーバンアジェンダなどで多様性のある地域景観の形成を呼び掛けている。